# 東京ラブストーリー オリジナル・サウンドトラック
『東京ラブストーリー オリジナル・サウンドトラック』（とうきょうラブストーリー オリジナル・サウンドトラック）は、1991年2月10日に発売された同名テレビドラマのサウンドトラックCD。音楽担当は日向敏文。発売元はアルファレコード。規格品番：ALCA-111。

## 解説
一般的に "月9" と呼ばれるフジテレビ系月曜9時枠で放送されたテレビドラマ『東京ラブストーリー』の劇中で使用された音楽を収録した劇伴音楽CD。ただし、ドラマ劇中で使用されていながら本CD未収録の楽曲・バージョンもある。
テレビドラマ放送終了後となる同年4月1日には、「リカのテーマ」（ALDA-26）がシングルカットされた。当楽曲は2004年、アサヒビール本生のCMソングに起用されている。

## 収録曲
1. Coco and Jasmin
2. Good Evening, Heartache
3. So Far Away
4. Crazy For You
5. Tenderly 〜Rica's Theme
6. Promise
7. Passion Flower
8. Autumn
9. If You Know
10. Zelda
11. Over the Stars
12. Alone in the Street
13. End Title

## 関連人物
- 鈴木保奈美
- 織田裕二
- 江口洋介
- 有森也実